# 奠邊馬口魚
奠邊馬口魚（学名：Opsariichthys dienbienensis），又稱奠邊馬口鱲，為輻鰭魚綱鯉形目鲴科馬口魚属的其中一種。分布於越南北部淡水流域，本魚背鰭軟條10枚，臀鰭軟條12枚，脊椎骨39-41枚，體長可達12.2公分，主要棲息在底中層水域，生活習性不明。